# HMCS Haida
Lo HMCS Haida (pennant number G63, poi DDE215) è un cacciatorpediniere della Royal Canadian Navy appartenente alla classe Tribal, entrato in servizio nell'agosto 1943.
Costruito nei cantieri britannici di Newcastle upon Tyne e operativo nelle acque dell'Europa occidentale durante la seconda guerra mondiale, lo Haida servì inizialmente come unità di scorta per i convogli mercantili lungo la rotta artica tra Regno Unito e Unione Sovietica; dal gennaio 1944 la nave operò invece nel canale della Manica, svolgendo varie missioni durante le operazioni navali preliminari e successive allo sbarco in Normandia del giugno 1944. Il cacciatorpediniere concluse poi la guerra tornano a operare, tra il marzo e il maggio 1945, lungo la rotta artica.
Nel dopoguerra lo Haida servì come unità di addestramento nelle acque dell'oceano Atlantico a partire dalla base di Halifax, svolgendo tuttavia tra il 1952 e il 1954 due turni operativi nelle acque della penisola coreana durante gli eventi della guerra di Corea. Ormai obsoleto e inadatto al servizio, il cacciatorpediniere fu radiato dai ranghi della Royal Canadian Navy nell'ottobre 1963; destinato alla demolizione, fu invece salvato per interessamento di un'associazione di privati cittadini, che ne acquistò la proprietà nel 1964 e provvide al suo restauro e apertura al pubblico come nave museo e memoriale: la nave fu in esposizione nel porto di Toronto fino al 2002, quando venne spostata nel porto di Hamilton. Unico dei 27 cacciatorpediniere classe Tribal a essere ancora esistente, lo Haida fu designato come sito storico nazionale del Canada e, dal 2018, come nave ammiraglia cerimoniale della Royal Canadian Navy.

## Storia

### Entrata in servizio e prime operazioni

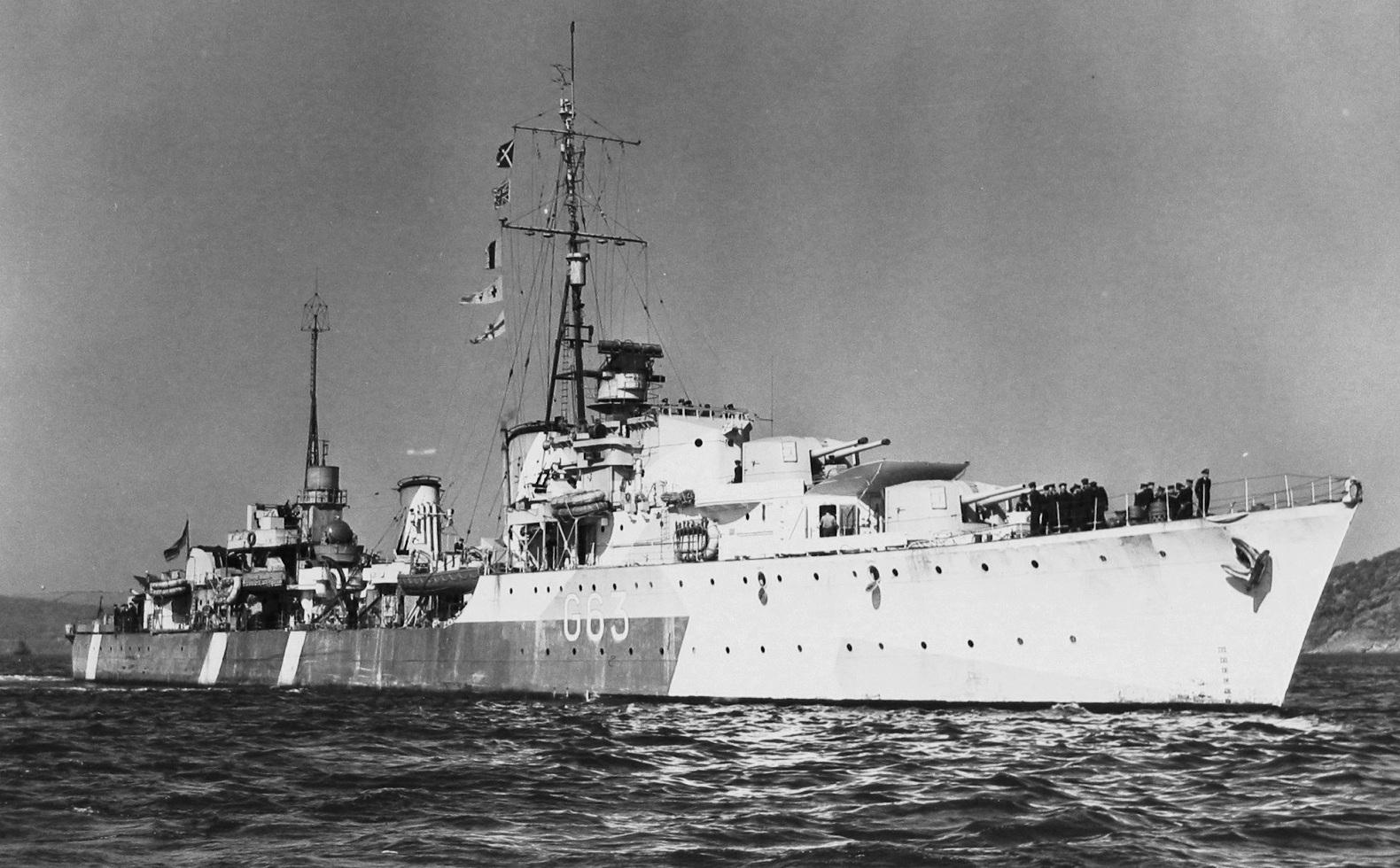
La nave durante gli anni della seconda guerra mondiale

Ordinata il 5 aprile 1940 ai cantieri navali della Vickers-Armstrongs di Newcastle upon Tyne nel Regno Unito, la nave venne impostata con considerevole ritardo il 29 settembre 1941, a causa del sovraffollamento dei cantieri navali britannici dato dalla necessità di riparare le numerose unità danneggiate negli scontri della campagna di Norvegia e della campagna di Francia. L'unità fu quindi varata il 25 agosto 1942 con il nome di HMCS Haida, in onore dell'omonimo popolo di nativi canadesi; madrina del varo fu Lady Laurie, la moglie dell'allora Lord sindaco di Londra Sir John Laurie e canadese di nascita. Dopo le prove in mare il cacciatorpediniere entrò ufficialmente in servizio il 30 agosto 1943, venendo assegnato in forza alla Home Fleet della Royal Navy britannica e raggiungendo in ottobre la base di Scapa Flow in Scozia.
La prima missione operativa dello Haida si svolse tra il 14 e il 23 ottobre 1943, quando l'unità salpò con il gemello HMCS Iroquois e altri quattro cacciatorpediniere britannici e statunitensi per scortare una missione di rifornimento della guarnigione alleata di Spitsbergen e il trasferimento di un gruppo di dragamine dal Regno Unito al nord dell'Unione Sovietica. Ai primi di novembre l'unità canadese fu assegnata alle missioni di scorta dei convogli artici tra il Regno Unito e l'Unione Sovietica, portando a termine varie missioni nel corso delle quali sostenne senza danni attacchi aerei e dei sommergibili tedeschi. Le missioni sulla rotta artica proseguirono fino al 10 gennaio 1944, quando lo Haida fu distaccato a Plymouth per servire con il Plymouth Command nel teatro bellico del canale della Manica: nell'ambito della cosiddetta operazione Tunnel, il cacciatorpediniere svolse quindi missioni di intercettamento e attacco di convogli tedeschi al largo delle coste della Francia occupata, ma senza far registrare successi. Il 5 febbraio lo Haida fu richiamato a Scapa Flow per partecipare a una sortita della Home Fleet contro il traffico navale tedesco al largo della Norvegia, ma tornò a Plymouth il 13 febbraio ancora una volta senza aver registrato contatti con il nemico; a partire dal 20 febbraio lo Haida fu inserito nella flotta assegnata al futuro sbarco in Normandia, iniziando a svolgere varie manovre di addestramento lungo le coste meridionali dell'Inghilterra.
Lo Haida tornò alle operazioni offensive a partire dal 19 aprile 1944, scortando alcune missioni di posa di mine davanti alle coste francesi prima di riprendere le incursioni contro il traffico tedesco dell'operazione Tunnel. Nella notte tra il 25 e il 26 aprile lo Haida, insieme all'incrociatore britannico HMS Black Prince, al cacciatorpediniere canadese HMCS Huron e a due altri cacciatorpediniere britannici si scontrò con una formazione di tre torpediniere tedesche classe 1939, di scorta a un convoglio costiero: nel corso di un combattimento notturno lo Haida riuscì ad affondare a cannonate a settentrione dell'Île-de-Batz la torpediniera T29, mentre le altre unità tedesche si ritirarono. Nella notta tra il 28 e il 29 aprile lo Haida sortì nuovamente da Plymouth in coppia con il gemello HMCS Athabaskan per scortare una missione di minamento da parte di unità leggere britanniche a nord dell'Île-de-Batz; nelle prime ore del 29 aprile i due cacciatorpediniere canadesi furono distaccati per andare a intercettare unità tedesche avvistate sul radar, finendo con l'incappare nelle torpediniere tedesche T24 e T27 che furono subito attaccate. Nello scontro che ne seguì l'Athabaskan fu raggiunto da due siluri della T24, affondando nel giro di pochi minuti con gravi perdite tra il suo equipaggio; nel mentre, lo Haida martellò con i suoi cannoni la torpediniera T27, costringendola infine ad arenarsi con lo scafo in fiamme presso le secche dell'Île Vierge: il relitto fu poi finito alcuni giorni più tardi da un'incursione di cacciabombardieri britannici. Soccorsi e presi a bordo 42 naufraghi dell'Athabaskan, lo Haida rientrò quindi a Plymouth quella mattina; il cacciatorpediniere continuò quindi con le sortite nella Manica anche nel corso di maggio, ma senza far registrare scontri con i tedeschi.

### Sbarco in Normandia e ultime operazioni

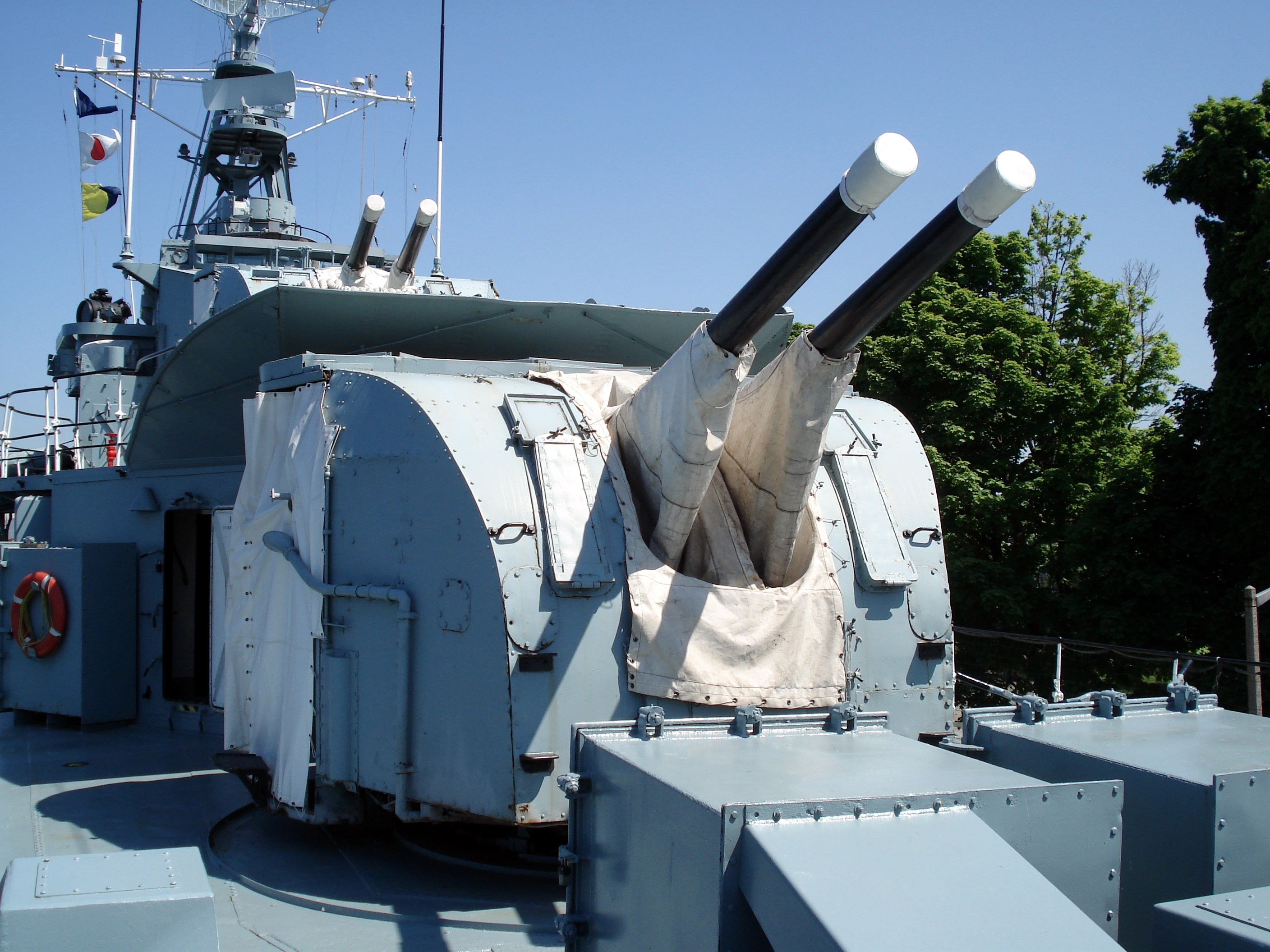
Veduta odierna delle torri dei cannoni da 120 mm di prua del cacciatorpediniere

Assegnato alle forze alleate impegnate nello sbarco in Normandia, a partire dal 5 giugno 1944 lo Haida pattugliò le acque a nord delle Isole del Canale per proteggere il fianco occidentale della flotta d'invasione; il 9 giugno, come parte di una flottiglia comprendente altri cacciatorpediniere britannici, canadesi e polacchi, l'unità partecipò alla battaglia di Ushant contro una formazione tedesca sortita da Brest e diretta a Cherbourg: nello scontro due cacciatorpediniere tedeschi vennero affondati. Il successivo 24 giugno invece, mentre pattugliava le acque a sud di Land's End in coppia con il cacciatorpediniere britannico HMS Eskimo, lo Haida fu diretto all'intercettamento di un sommergibile tedesco avvistato da un aereo: dopo una caccia durata due ore con sonar e bombe di profondità, i due cacciatorpediniere riuscirono a costringere all'emersione e ad affondare a cannonate il sommergibile U-971. Lo Haida prese a bordo 53 naufraghi tedeschi e li portò a Falmouth, prima di dirigere su Plymouth per un turno di lavori di manutenzione.
Rientrato in servizio il 12 luglio 1944, il cacciatorpediniere fu inviato a pattugliare le acque al largo di Lorient alla ricerca di navi tedesche. Il 15 luglio lo Haida partecipò con i cacciatorpediniere HMS Tartar e ORP Błyskawica all'attacco a un convoglio tedesco, contribuendo all'affondamento di due cacciasommergibili e tre mercantili; il 6 agosto, come parte di un'ampia formazione alleata impegnata a dare la caccia alle navi tedesche nel golfo di Biscaglia (operazione Kinetic), l'unità canadese attaccò un altro convoglio al largo de L'Île-d'Yeu: i tedeschi persero due dragamine e due unità leggere, ma l'esplosione accidentale di uno dei cannoni di bordo costò allo Haida la morte di due membri dell'equipaggio e il ferimento di altri otto. La nave diresse quindi su Devonport dove rimase in riparazione dal 7 al 22 agosto. Dopo il rientro in servizio lo Haida prese parte ad alcuni pattugliamenti e missioni in appoggio alla Resistenza francese al largo della Bretagna, ma il 22 settembre lasciò Plymouth per dirigere ad Halifax in Canada per un turno di grandi lavori di manutenzione; arrivato il 29 settembre, il cacciatorpediniere rimase in cantiere fino all'inizio di gennaio 1945, rientrando a Plymouth l'11 del mese salvo poi trasferirsi a Devonport per ulteriori lavori agli impianti radar, completati infine il 22 febbraio. Riassegnato nuovamente alla Home Fleet britannica, lo Haida si trasferì a Scapa Flow per operare nel teatro del Mare del Nord, partecipando in marzo ad alcune sortite delle unità britanniche al largo della Norvegia prima di riprendere, in aprile, le missioni di scorta ai convogli artici in arrivo o diretti in Unione Sovietica; il 29 aprile, mentre scortava il convoglio RA66 salpato dal nord della Russia, lo Haida sfuggì di poco a un tentativo di siluramento da parte del sommergibile tedesco U-427. Arrivato a Greenock l'8 maggio con il convoglio RA66, lo Haida fu qui raggiunto dalla notizia della fine della seconda guerra mondiale in Europa; il 17 maggio il cacciatorpediniere, con il gemello Huron e l'incrociatore britannico HMS Berwick, raggiunse Trondheim ricevendo una calorosa accoglienza da parte dei civili norvegesi appena liberati dall'occupazione tedesca, rientrando quindi a Scapa Flow il 24 maggio.
Dopo una sosta a Greenock, lo Haida salpò il 4 giugno per il Canada insieme allo Huron e allo Iroquois, raggiungendo Halifax il 10 giugno; il cacciatorpediniere fu messo ai lavori per attrezzarlo alle operazioni nei climi caldi in vista di un suo impiego contro l'Impero giapponese nel teatro bellico del Pacifico, ma la resa del Giappone il 15 agosto 1945 colse lo Haida ancora fermo in cantiere.

### La guerra di Corea

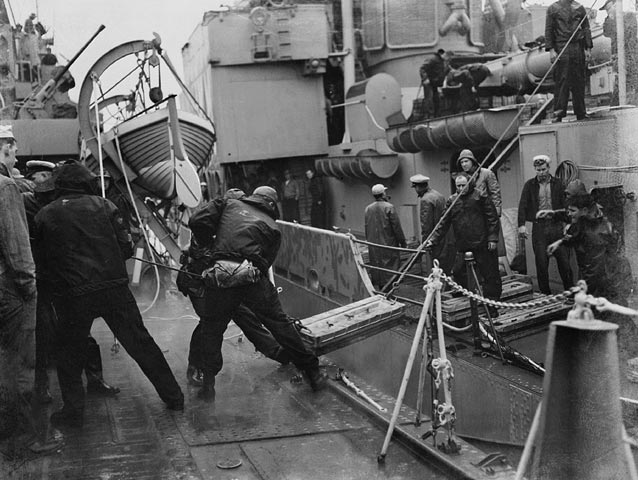
Caricamento di munizioni a bordo dello Haida durante le operazioni nelle acque coreane

Lo Haida fu ritirato da servizio attivo e posto in riserva il 20 marzo 1946, nel clima generale di smobilitazione della Royal Canadian Navy seguente la fine della seconda guerra mondiale. La nave fu riportata in condizioni operative nel maggio 1947 dopo alcuni lavori di ammodernamento delle armi di bordo, servendo quindi per i successivi tre anni come unità d'addestramento nelle acque dell'oceano Atlantico e svolgendo varie esercitazioni con le sue controparti della United States Navy e della Royal Navy; il 19 novembre 1949 lo Haida soccorse circa 300 miglia a nord di Bermuda i 18 superstiti di un bombardiere Boeing B-29 Superfortress della United States Air Force, precipitato il 16 novembre precedente durante un volo di addestramento. Ridotto allo stato di nave deposito e caserma ad Halifax nel dicembre 1949, nel luglio 1950 lo Haida fu messo in cantiere per estesi lavori di ammodernamento e cambio dell'armamento di bordo, rientrando in servizio nel marzo 1952 e venendo riclassificato come cacciatorpediniere di scorta.
Al rientro in servizio lo Haida fu designato per partecipare alle operazioni navali della concomitante guerra di Corea, salpando il 27 settembre 1952 da Halifax e raggiungendo via canale di Panama il 12 novembre Sasebo in Giappone; l'unità pattugliò quindi la costa occidentale della penisola coreana fino al 29 novembre, senza far registrare contatti con il nemico. Dopo una sosta a Sasebo il cacciatorpediniere si spostò lungo al costa orientale della Corea, il 6 dicembre bombardò lo scalo portuale di Sŏngjin in Corea del Nord, scambiando colpi e silenziando postazioni di artiglieria costiere nemiche; nei mesi seguenti lo Haida continuò a operare lungo la costa orientale nordcoreana, scortando i gruppi di portaerei alleati e bombardando linee ferroviarie e postazioni costiere. Il 12 giugno 1953 il cacciatorpediniere lasciò il teatro operativo per rientrare ad Halifax passando via oceano Indiano, canale di Suez e mar Mediterraneo, arrivando a destinazione il 22 luglio seguente. Dopo lavori di manutenzione, lo Haida salpò per un secondo turno di servizio in Corea il 14 dicembre 1953, arrivando a destinazione via canale di Panama il successivo 5 febbraio 1954; per quella data l'armistizio di Panmunjeom era stato ormai siglato ponendo fine alle ostilità, e il cacciatorpediniere canadese fu quindi impegnato in pattugliamenti di routine e dimostrazioni di forza senza far registrare alcuno scontro con il nemico. La nave lasciò le acque coreane il 12 settembre 1954, compiendo ancora una volta la circumnavigazione del globo passando per il canale di Suez e raggiungendo infine Halifax il 1º novembre seguente.

### Il dopoguerra

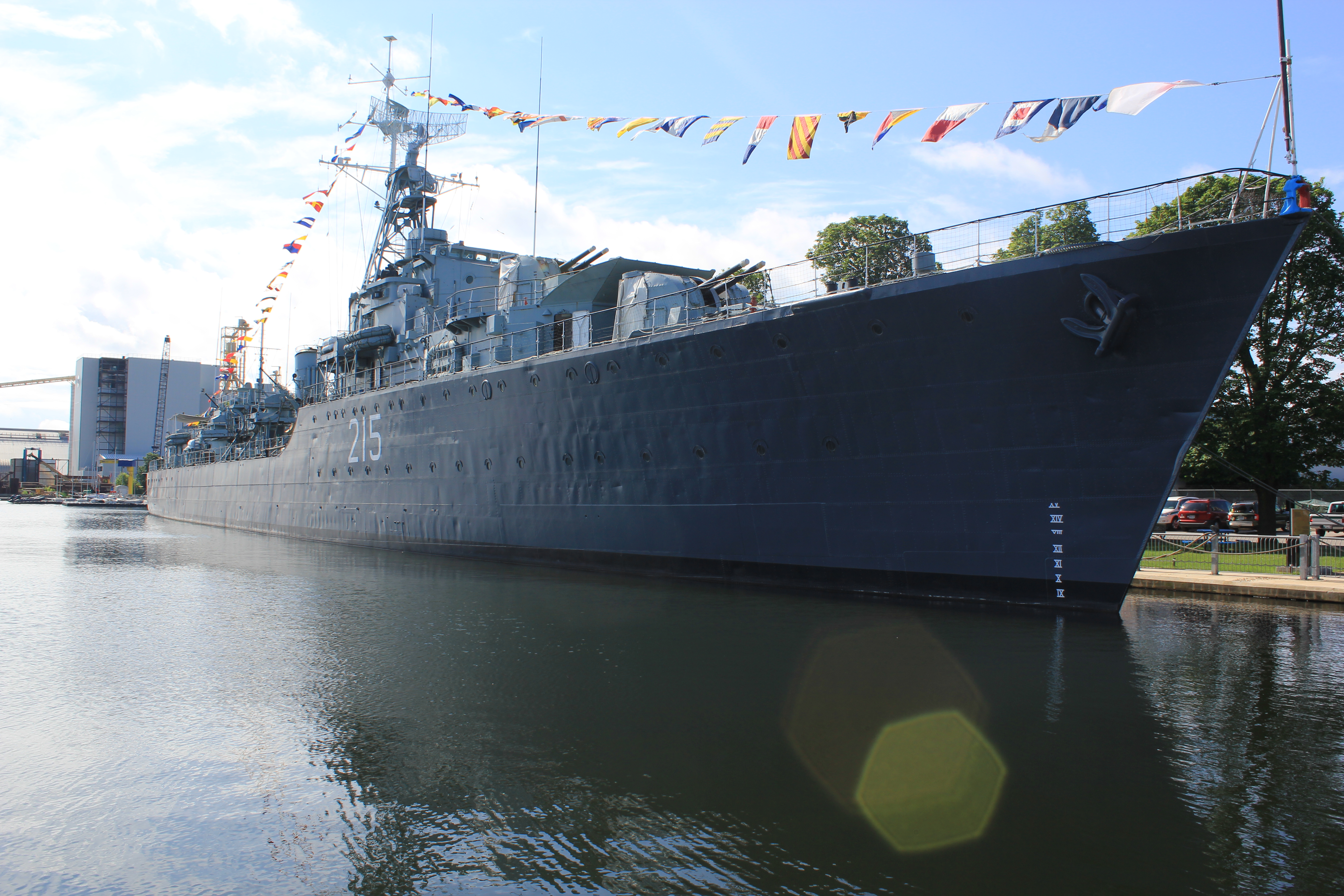
Lo Haida ad Hamilton nel 2017 con esposto il gran pavese

Dopo la Corea lo Haida riprese le sue attività addestrative in Atlantico a partire dalla base di Halifax, operando tipicamente nell'Atlantico settentrionale con le latre marine della NATO nei mesi estivi e nel Mar dei Caraibi con le unità statunitensi e britanniche nei mesi invernali; tra gli eventi di rilievo registrati in questo periodo, nel settembre 1956 la nave prestò assistenza al cacciatorpediniere HMCS Algonquin danneggiato da un uragano, mentre nel marzo 1957 andò in aiuto della fregata HMCS Lauzon e del dragamine HMCS Portage dopo che questi erano entrati in collisione al largo di Halifax. Il passare degli anni stava iniziando a manifestarsi con frequenti problemi allo scafo, oggetto nel gennaio 1958 di estesi lavori di manutenzione; il 12 dicembre 1958, durante un viaggio di ritorno in Canada dalle acque europee, il timone cedette e dovette essere riparato in mare, mentre segni di cedimento registrati nei locali di prua furono puntellati in maniera provvisoria. La nave fu messa in secca nel gennaio 1959 per nuovi lavori allo scafo, proseguiti poi fino al gennaio 1960 con un rifacimento completo; subito dopo il completamento dei lavori lo Haida intraprese una crociera di addestramento nelle Indie Occidentali, nel corso della quale tuttavia si verificarono nuovi guasti agli apparati di bordo che obbligarono a un'altra sosta in cantiere.
Il 3 aprile 1960 il timone dello Haida si ruppe nuovamente mentre la nave lasciava Bermuda, fortunatamente senza ulteriori conseguenze per la nave; a maggio un'ispezione dello scafo indicò la presenza di un'estesa corrosione delle saldature sul lato di dritta, e nonostante le riparazione un'altra indagine in novembre trovò altre crepe nelle piastre dello scafo, obbligando il cacciatorpediniere a sostare in bacino di carenaggio fino alla fine dell'anno. I problemi dello scafo, accentuati dalle condizioni di mare mosso e presenza di ghiaccio nel nord Atlantico, obbligarono a nuovi lavori di riparazione tra giugno e luglio 1961 e poi ancora nel marzo 1962; in questa seconda occasione fu necessario intervenire in maniera estesa anche sull'apparato motore, bloccando la nave in cantiere fino al febbraio 1963. Il 25 aprile 1963 lo Haida lasciò Halifax per la sua ultima missione, svolgendo una crociera addestrativa per il personale della riserva navale nelle acque dei Grandi Laghi; per l'occasione fu imbarcato uno studio televisivo mobile onde realizzare un ampio documentario su tutti gli aspetti della vita di bordo, e migliaia di civili poterono salire a bordo per una visita.
Ormai inadatta a compiti militari, la nave fu ufficialmente radiata dal servizio l'11 ottobre 1963 e posta in riserva a Sydney in Nuova Scozia. All'inizio del 1964, nell'ambito di una serie di tagli al bilancio della Royal Canadian Navy, lo scafo fu designato per la vendita a un cantiere di demolizione, ma un gruppo di privati cittadini si fece avanti chiedendo la preservazione dell'unità: il pilota civile Neil Bruce, che aveva visitato la nave durante la sua ultima crociera, fondò un'associazione, la "Haida Inc.", e raccolse 20000 dollari per acquistare formalmente la proprietà della nave. La Royal Canandian Navy collaborò all'iniziativa, trainando lo scafo da Sydney ad Halifax per la bonifica per poi consegnarlo ai suoi nuovi proprietari civili a Sorel in Québec, fornendo anche una generosa quantità di equipaggiamento per il restauro dei sistemi di bordo. Con a bordo un equipaggio ridotto di riservisti della marina, lo Haida fu rimorchiato quindi a Toronto dove arrivò il 25 agosto 1964; ospite d'onore a bordo fu Harry DeWolf, primo comandante dell'unità e ora viceammiraglio della Royal Canadian Navy.
Lo scafo dello Haida fu ripulito e ridipinto con i colori originali dell'epoca della seconda guerra mondiale, venendo quindi esposta come nave museo e memoriale nel porto di Toronto; nel 1970 lo scafo fu spostato in un posto barca del parco di intrattenimento di Ontario Place a Toronto, dove rimase in esposizione per i successivi 30 anni. Nel 2002 la nave fu trainata nei cantieri di Port Weller a St. Catharines per sottoporsi a lavori di manutenzione dello scafo; designato quale sito storico nazionale del Canada, unica unità navale canadese della seconda guerra mondiale a essere stata preservata (insieme alla corvetta HMCS Sackville in esposizione nel porto di Halifax), lo Haida fu quindi trainato ad Hamilton nell'Ontario e ancorato al molo 9 del porto. Nel febbraio 2018 lo Haida fu formalmente designato come nave ammiraglia a fini cerimoniali della Royal Canadian Navy.